# Hamilton Fish Armstrong
Hamilton Fish Armstrong, född 7 april 1893, död 24 april 1973, var en amerikansk diplomat och författare.
Armstrong deltog i första världskriget, blev 1917 militärattaché vid den serbiska krigsmissionen i USA och 1918, vistades 1921-22 som specialkorrespondent i Östeuropa och blev 1922 utgivare av tidskriften Foreign Affairs. Armstrong utgav flera kända skrifter om internationell politik, bland annat The new balkans (1926), Where the east begins (1929), Hitler's reich - the first phase (1933), Europe, between wars? (1934), We or they (1936), Where there is no peace (1939, svensk översättning samma år "München - början till slutet") samt Chronology of faliure (1940).